# Ötzi
Ötzi, "Ismannen", var en förhistorisk man som levde omkring år 3300 f.Kr. under den period som kallas kopparstenåldern. Hans kropp bevarades i över femtusen år infrusen i en glaciär mellan Ötztalalperna och Schnalstal i Italien för att slutligen påträffas den 19 september 1991. Ötzis kvarlevor ingår i utställningen vid Sydtyrolens arkeologiska museum i Bolzano i Italien.

## Upptäckten

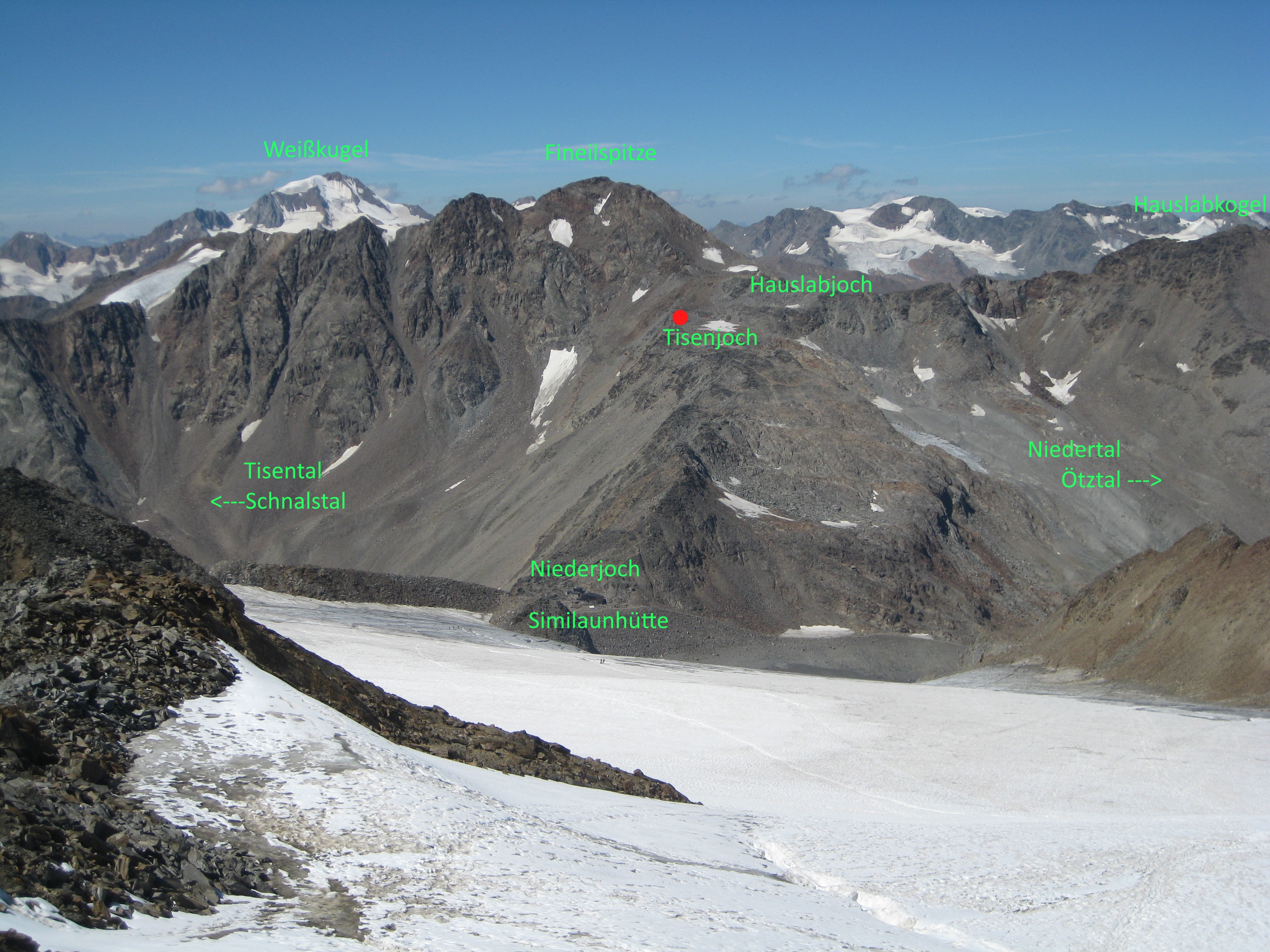
Fyndplatsen markerad med en röd punkt.

Ötzi påträffades av de två tyska bergsklättrarna Helmut och Erika Simon. Vid upptäckten var det först inte uppenbart att det var fråga om ett förhistoriskt fynd. Det är inte ovanligt i denna trakt att människor omkommer i snöstormar och glaciärolyckor. Lämningarna efter omkomna förs vanligtvis med isen från alptopparna nedför sluttningarna. Att Ötzis kvarlevor i stället bevarades berodde på att han omkom på hög höjd, låg i en skyddande sänka, på en plats där det sällan töar. Både det år då Ötzi avled och 1991, då kroppen hittades, smälte isen i sänkan nästan helt. Möjligen var 1991 den första gång som Ötzis kvarlevor töat fram efter att han dog.
Kvarlevorna påträffades helt invid den österrikisk-italienska gränsen. Efter inledande oklarheter om vem som skulle vara ansvarig för omhändertagandet av vad som antogs vara en förolyckad klättrare eller möjligen ett mordoffer, lyckades en helikopterexpedition frilägga kroppen som då ännu var delvis infrusen.
Man visste inte vad man hade att göra med. Snart gick det upp för de inblandade att Ötzi varken var en bergsklättrare eller något nutida mordoffer och att han heller inte tillhörde de soldater som på 1800-talet omkom på berget under en reträttmarsch.

## Ötzis kropp och ägodelar
Ötzi var 160,5 cm lång och blev runt 40 år gammal. Han vägde cirka 50 kilo och hade fötter motsvarande 38 i skostorlek. Han var brunögd och hade mörkbrunt, axellångt hår. Kroppens leder var utslitna och blodkärlen förkalkade. Tänderna var nedslitna. Att Ötzi hade åtskilliga läkta frakturer tyder på ett hårt liv. Han hade någon gång brutit revben och näsbenet. Hans kropp pryddes av tatueringar vilka antas ha varit avsedda att bota värk eller skada. Han bar trauma-band på tänder och naglar. Han kom, enligt tandemaljprover, från trakten, endera från Eisacktal eller Pustertal. Han bar en ryggsäck och förvarade flinta i en midjeväska. I ett bälte hade han en något defekt dolk i en knivslida av bast. Han förde även med sig två bägare av näver för förvaring av glödande kol. Han bar med sig elddon. Packningen har tolkats som att Ötzi var ute på en längre vandring.
Hans dyrbaraste föremål var en kopparyxa. På den ännu inte helt färdigtillverkade pilbågen saknades handgreppet liksom hacken där bågsträngens ändöglor skulle fästas. Fjorton pilar påträffades samt koger. Av pilarna var bara två skjutklara. Bågen var en långbåge, cirka 1,8–1,9 meter. Fyndet av långbåge tilldrog sig ett visst intresse, eftersom dessa tidigare ansågs ha använts först i samband med hundraårskriget. Ötzi var iklädd pälsrock och pälsbyxor samt en mössa av björnskinn. Under pälsbyxorna bar han ett slags getskinnskalsong.

## Dödsorsak
Ötzi ansågs först ha försökt ta sig över berget under en ovanligt varm sommar, överraskats av oväder högt upp och lagt sig för att sova. Utrustningen stod lutad mot en sten intill, kroppens ställning var sovande, liggande på ena armen. Den deformation som kroppen utsatts för antogs komma av isens tryck nedåt, något som resulterade i att ena armen verkade ligga onaturligt platt över bröstet. Senare blev det klart att Ötzi antagligen hade omkommit i sviterna efter en strid. Vid ena skulderbladet påträffades en pilspets. Skadan var tillräcklig för att inom en tid orsaka dödsfall på grund av blodförlust, utan att vara den direkta dödsorsaken.

## Konserveringen av kroppen
I åtta år förvarades Ötzi på Universitetet i Innsbruck i Österrike. Sedan mätningar visat att Ötzi hittats 92 meter och 56 centimeter inne på italienskt territorium, överfördes kroppen till Sydtyrolens arkeologiska museum i Bolzano. Där ingår Ötzi i utställningen. Hans kropp förvaras i ett kylrum till vilket besökare har insyn genom ett glasfönster.

## Magsårsbakterie
2015 fann ett forskarteam med Frank Maixner och den svenska professorn Lars Engstrand att Ötzi möjligen led av magsår; de fann Helicobacter pylori i hans magsäck. Bakterien hade ett annat DNA än det som ungefär hälften av européerna idag har, dagens H. pylori har ett rekombinant DNA mellan de varianter som företrädesvis finns i Indien respektive Nordafrika, men Ötzi hade den indiska. Forskare i teamet antar att Ötzis variant var den första i Europa och att rekombinationen med den nordafrikanska typen skedde efter hans levnad. Fyndet tyder på att de första europeiska jordbrukarna haft en intim kontakt med Asien innan de anlände till Europa. Fyndet omkullkastar en tidigare uppfattning att den europeiska varianten av H. pylori är ursprunglig, och bevisar att också liten migration kan ge stora mikrobiska konsekvenser.

## Utmärkelser
Asteroiden 5803 Ötzi är uppkallad efter honom.